# Comediile domnului Caragiale
Comediile domnului Caragiale este o lucrare scrisă de Titu Maiorescu din dorința de a-l apăra pe I. L. Caragiale de atacurile din presa vremii care-l acuzau de imoralitate (datorată prezenței unei lumi de joasă speță în piesele sale: oameni "vițioși sau proști", amor nelegiuit etc.). Pornind de la constatarea că tipurile și situațiile din sfera timpului, Maiorescu atrage atenția că artistul recreează realitatea dintr-o perspectivă ideal-artistică, fără nicio preocupare practică.
Stratul social luat sub observație de Caragiale în aceste comedii este cel de jos, iar aspectele prezentate sunt tipice, există la toată lumea, autorul dramatic descoperind existența unei societăți în toată veridicitatea ei, "sub formele unei spoieli de civilizație occidentală, strecurată în mod precipitat până în acel strat și transformată într-o adevărată caricatură a culturei moderne." Tipologia personajelor este, de asemenea, diversă, caracterizată cu o intuiție și o fervoare critică de-a dreptul remarcabile.
În studiul său, Maiorescu precizează faptul că societatea, împreună cu opinia publică, consideră drept trăsătură caracteristică a comediilor lui Caragiale trivialitatea, însă argumentele și comparațiile aduse pe parcursul articolului au întemeiat concluzia că în lumea artei nu poate fi vorba de "trivial", ci fiecare scriitor are dreptul său literar incontestabil.